# WIND (satélite)
WIND é um satélite da NASA, lançado em 1 de novembro de 1994.